# Roy Weatherby
Roy Edward Weatherby  (4 de septiembre de 1910 — 4 de abril de 1988), fue el fundador y dueño de Weatherby, Inc., una compañía que diseña y comercializa rifles, escopetas y cartuchos. Weatherby es el responsable de la creación de los cartuchos que llevan su nombre, los cuales generan altas velocidades y trayectorias muy planas, mediante la modificación de casquillos para aumentar las cargas de pólvora y la presión. Para acomodar estos cartuchos, Roy Weatherby tuvo que desarrollar sus propios rifles.

## Historia
Weatherby creció en una granja en Kansas y de adulto se mudó junto a su mujer, Camila, a una casa en Huntington Park, California, donde en su garaje empezó a fabricar sus primeras armas. 

## Armero
Los rifles Weatherby son conocidos por ser recamarados en diferentes calibres de la línea de munición Weatherby Magnum, como por ejemplo el .257 Weatherby Magnum, .270 Weatherby Magnum, 7mm Weatherby Magnum o el .300 Weatherby Magnum; que fueron desarrollados en 1943, y que cuentan con velocidades y trayectorias avanzadas para la época. 
Los primeros rifles producidos por Weatherby se armaron a partir de mecanismos suficientemente robustos, como el Magnum Mauser 98 (Brevex) o FN, para poder soportar las altas presiones que generan sus cartuchos de manera segura. Estos rifles son actualmente conocidos como los Pre Mark V, producidos en South Gate, California. 
Posteriormente Weatherby diseñó su propio cerrojo de alimentación por empuje, de 9 seguros de bloqueo, que actualmente es conocido como uno de los más resistentes en el mercado. 

## Desarrollador de Munición
Todos estos cartuchos fueron desarrollados en base a los cartuchos belted magnum 300 Holland & Holland Magnum y .375 Holland & Holland Magnum, aumentando la capacidad de carga de pólvora y pronunciando el hombro del casquillo, con el famoso diseño de hombro de doble radio de Weatherby, para generar un aumento de presión al momento de la deflagración de la pólvora dentro del casquillo, que resulte en una mayor velocidad de salida con respecto a otra munición comercial del mismo calibre.
La idea de Roy Weatherby al crear su línea de munición, era lograr abatir a presas de caza mayor de una manera más rápida, buscando generar el efecto de shock-hidrostático. Además el resultado de las altas velocidades generan una trayectoria plana, que permite al tirador extender las distancias de tiro sin tener que preocuparse por la caída de la bala. De esta manera Weatherby revolucionó la industria de munición de caza mayor, promoviendo el uso de cartuchos de alta velocidad.   

## Weatherby Foundation
Después de la muerte de Weatherby la "Fundación Internacional Weatherby" (inicialmente conocida como la Fundación Roy E. Weatherby) se estableció como una organización sin fines de lucro, que busca dar a conocer la caza deportiva, como herramienta de conservación de fauna y flora, entre jóvenes y público no relacionado con la cinegética, la cual lidera actualmente iniciativas de promoción de la educación de temas de vida silvestre, y que para el año 2007 ha patrocinado más de 78 eventos en 19 estados de los Estados Unidos, logrando una asistencia de más de 1 millón. La Fundación anualmente patrocina el El Premio de Caza y Conservación Weatherby (Weatherby Hunting and Conservation Award).